# Levant (Maine)
Levant ist eine Town im Penobscot County des Bundesstaates Maine in den Vereinigten Staaten. Im Jahr 2020 lebten dort 2940 Einwohner in 1238 Haushalten auf einer Fläche von 77,88 km².

## Geografie
Nach dem United States Census Bureau hat Levant eine Gesamtfläche von 77,88 km², von der 77,86 km² Land sind und 0,02 km² aus Gewässern bestehen.

### Geografische Lage
Levant liegt zentral im Süden des Penobscot Countys. Der Black Stream, ein Zufluss des Kenduskeag Streams, fließt in östliche Richtung durch das Gebiet der Town. Es gibt keine Seen in Levant, die Oberfläche ist eher eben, ohne größere Erhebungen.

### Nachbargemeinden
Alle Entfernungen sind als Luftlinien zwischen den offiziellen Koordinaten der Orte aus der Volkszählung 2010 angegeben.
- Norden: Corinth, 13,8 km
- Nordosten: Kenduskeag, 6,9 km
- Osten: Glenburn, 12,1 km
- Südosten: Hermon, 9,7 km
- Südwesten: Carmel, 8,5 km
- Westen: Stetson, 5 km
- Nordwesten: Exeter, 13,9 km

### Stadtgliederung
In Levant gibt es mehrere Siedlungsgebiete: Levant, Rodger's Corner, South Levant und West Levant.

### Klima
Die mittlere Durchschnittstemperatur in Levant liegt zwischen −7,8 °C (18 °F) im Januar und 20,6 °C (69 °F) im Juli. Damit ist der Ort gegenüber dem langjährigen Mittel der USA um etwa 9 Grad kühler. Die Schneefälle zwischen Oktober und Mai liegen mit bis zu zweieinhalb Metern mehr als doppelt so hoch wie die mittlere Schneehöhe in den USA; die tägliche Sonnenscheindauer liegt am unteren Rand des Wertespektrums der USA.

## Geschichte
Die ersten Siedler in Levant waren William und George Tebbets sowie die Herren Boobar und Knowland, die das Gebiet vor 1800 besiedelten. Als sich 1801 Major Moses Hodsdon im Bereich von Kenduskeag Village niederließ, gehörte dieses Gebiet noch zum Gebiet von Levant. Die Säge- und Schrotmühlen, die er errichtete, wie auch drei Wohnhäuser, ein Laden und eine Schmiede, gehörten zu den ersten Gebäuden auf dem Gebiet. Seine Brüder folgten ihm in das Gebiet und auch sie errichteten weitere Geschäfte. Die Landrechte konnten die Siedler von William Wetmore erwerben, der diese vom Commonwealth im Jahr 1792 erworben hatte. Der Name der Plantation war Kenduskeag, welche den Namen bis zur Organisation als Town am 14. Juni 1813 behielt. Die Town bekam den Namen Levant. Der nordöstliche Teil der Town wurde im Jahr 1852 abgespalten und als Kenduskeag als eigenständige Town organisiert.
Zunächst wurde das Gebiet als Township No. 2, Third Range North of Waldo Patent (T2 R3 NWP) geführt.
Die heute stillgelegte Straßenbahn Bangor erschloss das Gebiet von 1889 bis 1945.

### Einwohnerentwicklung
| Volkszählungsergebnisse – Town of Levant, Maine | Volkszählungsergebnisse – Town of Levant, Maine | Volkszählungsergebnisse – Town of Levant, Maine | Volkszählungsergebnisse – Town of Levant, Maine | Volkszählungsergebnisse – Town of Levant, Maine | Volkszählungsergebnisse – Town of Levant, Maine | Volkszählungsergebnisse – Town of Levant, Maine | Volkszählungsergebnisse – Town of Levant, Maine | Volkszählungsergebnisse – Town of Levant, Maine | Volkszählungsergebnisse – Town of Levant, Maine | Volkszählungsergebnisse – Town of Levant, Maine |
| Jahr                                            | 1800                                            | 1810                                            | 1820                                            | 1830                                            | 1840                                            | 1850                                            | 1860                                            | 1870                                            | 1880                                            | 1890                                            |
| ----------------------------------------------- | ----------------------------------------------- | ----------------------------------------------- | ----------------------------------------------- | ----------------------------------------------- | ----------------------------------------------- | ----------------------------------------------- | ----------------------------------------------- | ----------------------------------------------- | ----------------------------------------------- | ----------------------------------------------- |
| Einwohner                                       |                                                 |                                                 | 143                                             | 747                                             | 1061                                            | 1841                                            | 1301                                            | 1159                                            | 1076                                            | 880                                             |
| Jahr                                            | 1900                                            | 1910                                            | 1920                                            | 1930                                            | 1940                                            | 1950                                            | 1960                                            | 1970                                            | 1980                                            | 1990                                            |
| Einwohner                                       | 789                                             | 707                                             | 602                                             | 596                                             | 661                                             | 706                                             | 765                                             | 802                                             | 1117                                            | 1627                                            |
| Jahr                                            | 2000                                            | 2010                                            | 2020                                            | 2030                                            | 2040                                            | 2050                                            | 2060                                            | 2070                                            | 2080                                            | 2090                                            |
| Einwohner                                       | 2171                                            | 2851                                            | 2940                                            |                                                 |                                                 |                                                 |                                                 |                                                 |                                                 |                                                 |

## Wirtschaft und Infrastruktur

### Verkehr
Durch Levant verläuft in westöstlicher Richtung die Maine State Route 222.

### Öffentliche Einrichtungen
In Levant gibt es keine medizinischen Einrichtungen oder Krankenhäuser. Nächstgelegene Einrichtungen für die Bewohner von Levant befinden sich in Bangor.

### Bildung
Levant gehört mit Carmel zum Regional School Unit 87. Im Schulbezirk stehen folgende Schulen zur Verfügung:
- Carmel Elementary in Carmel, mit Schulklassen von Pre-Kindergarten bis zum 4. Schuljahr
- Suzanne M. Smith Elementary in Levant, mit Schulklassen von Pre-Kindergarten bis zum 5. Schuljahr
- Caravel Middle in Carmel, mit Schulklassen vom 5. bis zum 8. Schuljahr

## Persönlichkeiten

### Söhne und Töchter der Stadt
- William Haines (1854–1919), Politiker und Gouverneur des Bundesstaates Maine